# Rund um den Henninger-Turm 2001
Il Rund um den Henninger-Turm 2001, quarantesima edizione della corsa, si svolse il 1º maggio su un percorso di 206 km, con partenza e arrivo a Francoforte sul Meno. Fu vinto dallo svizzero Markus Zberg della squadra Rabobank davanti all'italiano Davide Rebellin e al belga Kurt Van De Wouwer.

## Ordine d'arrivo (Top 10)
| Pos. | Corridore          | Squadra                   | Tempo    |
| ---- | ------------------ | ------------------------- | -------- |
| 1    | Markus Zberg       | Rabobank                  | 5h05'35" |
| 2    | Davide Rebellin    | Liquigas-Pata             | s.t.     |
| 3    | Kurt Van De Wouwer | Lotto-Adecco              | a 5"     |
| 4    | Sergio Barbero     | Lampre-Daikin             | a 24"    |
| 5    | Jeroen Blijlevens  | Lotto-Adecco              | s.t.     |
| 6    | Beat Zberg         | Rabobank                  | s.t.     |
| 7    | Udo Bölts          | Team Deutsche Telekom-ARD | s.t.     |
| 8    | Patrice Halgand    | Jean Delatour             | s.t.     |
| 9    | Félix García Casas | Festina                   | s.t.     |
| 10   | Sascha Henrix      | Team Coast                | s.t.     |